# Adolphe Jordan
Pour les articles homonymes, voir Jordan.
Adolphe Jordan (aussi appelé Adolphe Jordan-Martin), né le 11 juillet 1845 à Granges-près-Marnand et mort le 27 mai 1900 à Lausanne, est une personnalité politique suisse, membre du Parti radical-démocratique. Il a notamment été Président du Conseil des États.

## Biographie
De confession protestante, originaire de Granges-près-Marnand, Adolphe Jordan est le fils de Samuel Jordan, géomètre, propriétaire foncier et député au Grand Conseil vaudois, et d'Elise Susanne Pauline Henchoz. Il épouse Caroline Marguerite Martin. Il suit le collège à Moudon et étudie à l'École polytechnique fédérale de Zurich, puis à l'école forestière de Nancy. Il obtient un brevet d'expert forestier en 1866. Inspecteur forestier de 1871 à 1879, il est nommé inspecteur général des forêts du canton de Vaud entre 1879 et 1883.
Adolphe Jordan est membre du conseil d'administration du chemin de fer de la Suisse Occidentale et du Simplon entre 1884 et 1889, de celui du Chemin de fer Jura-Simplon entre 1890 et 1898 et de ceux de la Compagnie générale de navigation sur le lac Léman et de la Société de navigation sur les lacs de Neuchâtel et Morat.
Colonel dans l'Armée suisse, il est grand juge au tribunal militaire entre 1879 et 1883.

### Carrière politique
Membre du Parti radical-démocratique, Adolphe Jordan est Conseiller communal de Moudon avant d'être élu au Conseiller d'État le 13 novembre 1883 ; il y est responsable du département des travaux publics (dont il réorganise les services en 1885) jusqu'au 15 juin 1900. Il est en outre, entre 1884 et 1885, membre de l'assemblée constituante nommée pour réviser la Constitution vaudoise de 1861. Il est Conseiller national entre le 5 décembre 1881 et le 1er mai 1883 mais se retire lors de l'entrée en vigueur de la loi fédérale sur les incompatibilités, qui interdit à un membre d'une autorité d’exercer simultanément une activité au sein d’une autorité différente. Après avoir siégé au Conseil des États entre le 4 juin 1888 et le 6 décembre 1896 et en avoir été le président entre 1895 et 1896, Il siège à nouveau au Conseil national du 7 décembre 1896 à sa mort, le 27 mai 1900,,,.
Adolphe Jordan est l'un des dirigeants du parti radical vaudois ainsi que le fondateur et premier président de l'Association démocratique vaudoise en 1881. Il est en outre membre du comité central du Parti radical-démocratique suisse entre 1894 et 1898. Durant sa carrière politique, il lance la révision de la loi sur les routes en 1888, crée la loi sur les mines et favorise les travaux de percement du tunnel du Simplon. Il entreprend l'aménagement du réseau des routes secondaires et la correction de plusieurs cours d'eau. Membre influent de la députation vaudoise à Berne, il en est l'un des principaux porte-parole.